# Tambor llamador
El tambor llamador, macho o yamaró es un instrumento membranófono de percusión de origen africano, utilizado en la música tradicional de la Costa Caribe colombiana. Es característico de los conjuntos de flautas carrisas o cañamilleras y de gaitas que ejecutan la cumbia. Junto con la marímbula, la clave, la guacharaca y el tambor alegre compone el conjunto de música tradicional del Palenque de San Basilio.
Está conformado por un cuerpo cónico de 30 o 40 centímetros de alto, su única membrana, situada en la boca más ancha del armazón, se ajusta con un aro elaborado de bejucos. El tambor se templa por sistema de tensión por medio de cuñas ubicadas en un cinturón situado en la parte media del cuerpo del instrumento. El llamador se ejecuta, de pie o sentado, por percusión directa con la palma de la mano abierta. Su función en los conjuntos de música tradicional consiste en marcar el compás o cadencia rítmica. por lo cual es al único que no se permiten los llamados "revuelos" o "lujos" en su interpretación. Es el tambor más pequeño entre los tambores de la Costa (llamador, alegre, pechiche, tambora, caja vallenata). Hay dos tipos de tambor llamador:
- De pecho: utilizado en la región de los Montes de María, por lo general por los conjuntos que usan gaitas. Es de unos 45 cm de alto por unos 25 de diámetro superior y 10 de diámetro inferior. Se toca con una sola mano, colocado en posición horizontal sobre las piernas del ejecutor sentado, con el parche hacia la derecha o la izquierda, dependiendo de si el tamborero es derecho o zurdo.[3][4]
- De pie: utilizado en los departamentos del Atlántico y del Magdalena, generalmente por los conjuntos de caña de millo. De proporciones similares a las del tambor alegre, 60 cm de alto por 35 de diámetro superior y 15 de diámetro inferior. Se toca con ambas manos, se ubica en posición vertical entre las piernas del tamborero.[3][4]